# Домбровица (Люблинский повет)
Домбровица (пол. Dąbrowica) — село в гмине Ясткув Люблинского повета Люблинского воеводства Польши.
В Домбровице располагалась родовая усадьба известного дворянского рода Фирлеев. В Домбровице находятся руины дворца.